# .eu
.eu為歐洲聯盟國家及地區頂級域（ccTLD）的域名，于2005年12月7日启用。另有西里尔字母版本和希腊字母版本。2014年，歐洲聯盟把.eu域名的使用範圍擴大到歐洲經濟區（EEA），任何在EEA居住的个人或组织都可以使用。這意味着不属于欧盟成员国的冰岛、列支敦士登和挪威同样有权注册。

## 英国脱欧
由于2018年3月29日英国启动脱欧谈判。由於协议沒有包括.eu域名，英国公民及公司组织在英國退出欧盟后不再享有域名的使用权。
由英國持有的.eu域名約有317,000個。2021年1月1日，英國公民持有的.eu域名暫停服務三個月。他們可以把註冊地址轉移到EEA內的國家，或提供EEA公民的身分證明文件，否則域名會被刪除。

## 外部連結
- IANA .eu whois information（页面存档备份，存于）
- EURid - The European Registry of Internet Domain names*（页面存档备份，存于）
- PWC Belgium's validation service for Eurid
- EU to launch its own web domain（页面存档备份，存于） (BBC)
- No .eu domain for the Swiss (and Iceland, Liechtenstein and Norway)（页面存档备份，存于） (The Register)
- Interesting article on the .eu domain scramble for polo.eu（页面存档备份，存于）
- ".eu": A New Internet Top Level Domain（页面存档备份，存于）